# Klaus Kleiter
Klaus Kleiter (* 9. Januar 1944 in Limburg an der Lahn) ist ein ehemaliger deutscher Hockeytrainer und Lehrer. Er war von 1974 bis 1990 Bundestrainer der deutschen Hockeynationalmannschaft der Herren.
Kleiter schloss sich 1957 als Jugendlicher dem Limburger Hockey-Club an und studierte Lehramt in Frankfurt am Main. 1974 wurde er, nachdem er bereits einige Jahre Co-Trainer war, deutscher Hockey-Bundestrainer. Bei der Feldhockey-Weltmeisterschaft der Herren 1975 und der Weltmeisterschaft 1986 konnte er Bronze sowie 1982 Silber erzielen. Außerdem war er Silbermedaillengewinner bei den Olympischen Spielen 1984 und 1988. Sein Traineramt beendete er nach einer Spielerrevolte im Oktober 1990 und ist mit 16 Jahren Dienstzeit der bis heute dienstälteste Hockey-Bundestrainer.
Nach seiner Trainerlaufbahn unterrichtete Kleiter als Oberstudienrat von 1991 bis 2009 Sport und Latein an der Limburger Tilemannschule. Kleiter lebt in Limburg, er ist als Musikliebhaber bekannt, erlernte als Jugendlicher Gesang und Klavierspielen. Er ist verheiratet und hat drei Kinder. Seine Tochter ist die Sopranistin Julia Kleiter.